# The Game Awards
Els  The Game Awards són una cerimònia anual de lliurament de premis que reconeixen els èxits de la indústria dels videojocs. Establerts el 2014, els espectacles estan produïts i presentats pel periodista de jocs Geoff Keighley, que va treballar en el seu predecessor, els Spike Video Game Awards, durant més de deu anys. A més dels premis, The Game Awards inclou estrenes de propers jocs i informació nova sobre títols anunciats anteriorment.

## Premis concedits
| Esdeveniment | Data        | Joc de l'any                            | Lloc                            | Espectadots (milions) |
| ------------ | ----------- | --------------------------------------- | ------------------------------- | --------------------- |
| 2014         | December 5  | Dragon Age: Inquisition                 | The AXIS (Las Vegas)            | 1.9                   |
| 2015         | December 3  | The Witcher 3: Wild Hunt                | Microsoft Theater (Los Angeles) | 2.3                   |
| 2016         | December 1  | Overwatch                               | Microsoft Theater (Los Angeles) | 3.8                   |
| 2017         | December 7  | The Legend of Zelda: Breath of the Wild | Microsoft Theater (Los Angeles) | 11.5                  |
| 2018         | December 6  | God of War                              | Microsoft Theater (Los Angeles) | 26.2                  |
| 2019         | December 12 | Sekiro: Shadows Die Twice               | Microsoft Theater (Los Angeles) | 45.2                  |
| 2020         | December 10 | The Last of Us Part II                  | Esdeveniment virtual            | 83                    |
| 2021         | December 9  | It Takes Two                            | Microsoft Theater (Los Angeles) | 85                    |
| 2022         | December 8  | Elden Ring                              | Microsoft Theater (Los Angeles) | 103                   |